# Radball-Weltcup 2006
Der Radball-Weltcup 2006 war die 5. Austragung des von der UCI veranstalteten Radball-Weltcups. Die Turnier-Serie begann am 19. August 2006 und endete am 10. März 2007 anlässlich des Weltcup-Finales in Brünn. Insgesamt haben 36 Teams teilgenommen, jedoch spielten nur 13 davon an mindestens 3 Turnieren und hatten somit die Möglichkeit, den Final zu erreichen. 
Weltcup-Gewinner war der RV Hechtsheim aus Deutschland.

## Turnier-Übersicht
| Datum              | Austragungsort | Gewinner        | Zweiter       | Dritter          |
| ------------------ | -------------- | --------------- | ------------- | ---------------- |
| 19. August 2006    | Sangerhausen   | Favorit Brünn 2 | SNA Gent 1    | RSV Sangerhausen |
| 16. September 2006 | Waldrems       | RC Höchst 1     | SV Eberstadt  | RV Hechtsheim    |
| 30. September 2006 | Oftringen      | RV Winterthur   | RV Dornbirn   | Favorit Brünn 2  |
| 7. Oktober 2006    | Mücheln        | Favorit Brünn 2 | RV Hechtsheim | RC Höchst 1      |
| 7. Oktober 2006    | Osaka          | RSG Ginsheim    | RV Dornbirn   | Pinkies Osaka    |
| 14. Oktober 2006   | St. Gallen     | RV Dornbirn     | RV Hechtsheim | RV Winterthur    |
| 4. November 2006   | Ailingen       | RC Höchst 1     | RMV Mosnang   | RV Winterthur    |
| 9. Dezember 2006   | Höchst         | RC Höchst 1     | RV Hechtsheim | RV Winterthur    |

## Punktestand
Für jedes Weltcupturnier werden Weltcuppunkte vergeben. Nach allen acht Turnieren werden die Punkte für jedes Team addiert, und die acht Teams mit den meisten Punkten gelangen in den Final. Ebenfalls im Final spielt ein Team aus Asien und das Heimteam (Wildcard) des Veranstalters.
| Rang   | 1  | 2  | 3  | 4  | 5  | 6  | 7  | 8  | 9  | 10 |
| Punkte | 50 | 45 | 40 | 35 | 30 | 25 | 20 | 18 | 16 | 14 |

Der Punktestand entscheidet nur darüber, welche Teams in den Final gelangen. Im Finale hatten jedoch alle Teams wieder die genau gleichen Chancen auf den Gesamtsieg.
In dieser Tabelle sind nur die Teams aufgelistet, bis und mit dem letzten Team, welches mindestens drei Turniere gespielt hat. Die mit  gelb  hinterlegten Teams sind qualifiziert für den Final.
| Rang | Team              | Spieler            | Spieler             | Punkte | Starts |
| ---- | ----------------- | ------------------ | ------------------- | ------ | ------ |
| 01   | RC Höchst 1       | Simon König        | Dietmar Schneider   | 190    | 4      |
| 02   | RV Hechtsheim     | Christian Hess     | Thomas Abel         | 175    | 4      |
| 03   | RV Dornbirn       | Martin Lingg       | Markus Bröll        | 175    | 4      |
| 04   | RV Winterthur     | Timo Reichen       | Peter Jiricek       | 170    | 4      |
| 05   | Favorit Brünn 2   | Jiří Hrdlička      | Miroslav Berger     | 170    | 4      |
| 06   | SNA Gent 1        | Christoph Baudu    | Rik Deuvaert        | 135    | 4      |
| 07   | RMV Mosnang       | Daniel Schneider   | Lukas Schönenberger | 135    | 4      |
| 08   | RSG Ginsheim      | Roman Müller       | Marco Rossmann      | 130    | 4      |
| 09   | CK Svitavka       | Radim Hason        | Pavel Loskot        | 98     | 4      |
| 10   | RV Hohenems       | Christian Kainz    | Jürgen Türtscher    | 98     | 4      |
| 11   | Prima Nezamyslice | Radim Lepka        | Petr Přikryl        | 86     | 4      |
| 12   | VMC Bassersdorf   | Björn Reiser       | Thomas Maier        | 68     | 3      |
| 13   | RSV Sangerhausen  | Mike Pfaffenberger | Steve Pfaffenberger | 60     | 2      |
| 14   | VfH Mücheln       | Mike Rödiger       | Herbert Pischl      | 53     | 2      |
| 15   | SV Eberstadt      | Jens Krichbaum     | Holger Krichbaum    | 45     | 1      |
| 16   | VCFB Feurs        | Michel Maillavin   | Jérémy Reboul       | 44     | 3      |

## Weltcup-Finale
Die 10 Teams wurden in 2 Gruppen unterteilt. Innerhalb dieser Gruppe spielte dann Jeder gegen Jeden einmal. Die Gewinner der beiden Gruppen spielten danach gegen den Zweitplatzierten der anderen Gruppe. Die anderen Teams spielten gegen das Team aus der anderen Gruppe auf demselben Rang. Die beiden Verlierer aus den Halbfinalen spielten dann um Rang drei, die beiden Sieger um den Weltcup-Sieg.

### Vorrunde
| Gruppe 1 | Gruppe 1             | Gruppe 1 | Gruppe 1 |
| Rang     | Team                 | Tore     | Punkte   |
| -------- | -------------------- | -------- | -------- |
| 1        | RC Höchst 1          | 13 : 09  | 9        |
| 2        | Favorit Brünn 1 (WC) | 17 : 14  | 7        |
| 3        | CK Svitavka (a)      | 16 : 13  | 7        |
| 4        | RV Winterthur        | 15 : 16  | 4        |
| 5        | RSG Ginsheim         | 11 : 20  | 1        |

| Gruppe 2 | Gruppe 2              | Gruppe 2 | Gruppe 2 |
| Rang     | Team                  | Tore     | Punkte   |
| -------- | --------------------- | -------- | -------- |
| 1        | Favorit Brünn 2       | 27 : 12  | 12       |
| 2        | RV Hechtsheim         | 22 : 14  | 9        |
| 3        | RV Dornbirn           | 29 : 21  | 6        |
| 4        | RMV Mosnang           | 21 : 25  | 3        |
| 5        | Prima Nezamyslice (a) | 05 : 32  | 0        |

### Finalrunde
| 1. Halbfinale           |   |                   |        |
| RC Höchst 1             | – | RV Hechtsheim     | 4 : 5  |
| 2. Halbfinale           |   |                   |        |
| Favorit Brünn 2         | – | Favorit Brünn 1   | 2 : 3  |
| Spiel um Platz 9 und 10 |   |                   |        |
| RSG Ginsheim            | – | Prima Nezamyslice | 4 : 2  |
| Spiel um Platz 7 und 8  |   |                   |        |
| RV Winterthur           | – | RMV Mosnang       | 9 : 7  |
| Spiel um Platz 5 und 6  |   |                   |        |
| CK Svitavka             | – | RV Dornbirn       | 6 : 5  |
| Spiel um Platz 3 und 4  |   |                   |        |
| RC Höchst 1             | – | Favorit Brünn 2   | 1 : 5  |
| FINALE                  |   |                   |        |
| RV Hechtsheim           | – | Favorit Brünn 1   | 10 : 2 |

### Endstand
| Rang | Team              | Spieler          | Spieler            |
| ---- | ----------------- | ---------------- | ------------------ |
| 01   | RV Hechtsheim     | Christian Hess   | Thomas Abel        |
| 02   | Favorit Brünn 1   | Pavel Smid       | Jiri Böhm          |
| 03   | Favorit Brünn 2   | Jiří Hrdlička    | Miroslav Berger    |
| 04   | RC Höchst 1       | Simon König      | Dietmar Schneider  |
| 05   | CK Svitavka       | Pavel Loskot     | Radim Hason        |
| 06   | RV Dornbirn       | Martin Lingg     | Markus Bröll       |
| 07   | RV Winterthur     | Timo Reichen     | Peter Jiricek      |
| 08   | RMV Mosnang       | Daniel Schneider | Lukas Schöneberger |
| 09   | RSG Ginsheim      | Roman Müller     | Kevin Creel (b)    |
| 10   | Prima Nezamyslice | Radim Lepka      | Petr Prikryl       |